# 缺氧
缺氧（英語：hypoxia），即生物的組織或細胞不能獲取足夠的氧，或能獲取但無法運用。缺氧可能是全身性的，也可能只有身體部份部位缺氧。缺氧多半是病理過程，不過正常人動脈內的氧氣濃度也會因劇烈運動或是低換氣培訓而降低。
缺氧和低氧血症及無氧血症（anoxemia）不同，缺氧是指人體吸取的氧氣不足，低氧血症及無氧血症是指動脈內的氧氣濃度偏低或是沒有氧氣，若缺氧到完全沒有氧氣的情形，會稱為anoxia。
一般人在高海拔下也會有缺氧的情形，也就是高山症，可能會造成以下嚴重的併發症：像是高山肺水腫症（HAPE）或是高山腦水腫症（HACE）。一般人在呼吸氣體中氧氣濃度過低時，也會有缺氧的症狀，尤其是在使用控制呼吸氣體氧體濃度的再生式氧氣系統進行潛水時。另外在高原訓練時會刻意用輕微且沒有傷害性的間歇性缺氧來訓練運動員，可以訓練耐力以及新陳代謝。
缺氧也是早產兒的重症之一，會出現缺氧的主要原因是因為肺是胎兒在體內最晚發育的器官。為了讓肺部可以將氧氣擴散到血液中，再運送到人體。有缺氧風險的早產兒一般會放在有持續性正壓呼吸器的保溫箱內。

## 概述
缺氧是一個病理過程，嚴重能導致死亡。缺氧亦很容易發生，只要氧氣不能夠到達組織或細胞，就會發生缺氧。只要呼吸、血液的運送和氧氣的運送發生問題，都可能導致缺氧。缺氧也是一種普遍的死因，例如遇溺、因病缺氧等，都是導致死亡的原因。
缺氧主要分為四種。

### 乏氧性缺氧
乏氧性缺氧（anoxic hypoxia或hypotonic  hypoxia），即進入血液的氧性不足，從而導致缺氧。乏氧性缺氧會導致動脈血液的含氧量不足。乏氧性缺氧主要發生在一些氣氧分壓不夠高的地方，如高原。

### 血液性缺氧
血液性缺氧（hypemic  hypoxia），即因血紅蛋白的攜氧量過低或血紅蛋白的數量過低，從而導致缺氧。

### 循環性缺氧
循環性缺氧（circulatory hypoxia），即組織所收到的氧氣份量不足（大多因為輸血不足），從而導致缺氧。

### 組織性缺氧
組織性缺氧（histogenous hypoxia），即組織發生生問題，不能正常地接收或使氧氣，從而導致缺氧。

## 缺氧症的預防
- 缺氧環境定義：空氣中氧含量濃度空氣中含氧濃度未滿18%之狀態，有可能造成勞工在場所工作中產生缺氧症[7]。
  - 準備工具：缺氧環境的工作前需要準備有下列的工具以求安全進行局限空間的作業。
  - 1.三角架升降架 2.手動(自動)捲揚機 3.空氣呼吸器 4.背負式安全帶 5.環境量測工具

## 動物界

### 魚類
缺氧事件是指海洋中缺乏氧氣的情形，會導致魚類難以在水中獲取氧氣，從而導致魚類缺氧。魚類也無法在空氣中呼吸，亦會導致魚類缺氧。

## 死刑
令罪犯缺氧而死也是死刑的一種執行方法。例如絞刑、氮氣窒息等，都是令罪犯缺氧而死。